# Sebourg

Sebourg este o comună în departamentul Nord, Franța. În 1 ianuarie 2022 avea o populație de 1.972 de locuitori.